# Катастрофа C-47 на Килиманджаро
Катастрофа C-47 на Килиманджаро — авиационная катастрофа пассажирского самолёта Douglas C-47B-40-DK Skytrain африканской авиакомпании East African Airways, произошедшая в среду 18 мая 1955 года на пике Мавензи массива Килиманджаро, при этом погибли 20 человек. Крупнейшая авиакатастрофа на территории Танганьика и современной Танзании.

## Самолёт
Douglas C-47B-40-DK (военная версия Douglas DC-3) с бортовым номером VP-KKH (заводской — 33568, серийный — 16820), согласно отчёту, был построен в 1944 году на заводе Douglas Aircraft Company в Санта-Монике (штат Калифорния). Однако встречаются данные, что он был на самом деле построен в 1944—1945 году в Оклахома-Сити (штат Оклахома). Изначально данный «Дуглас» имел бортовой номер 44-77236, что означало его принадлежность американским ВВС, однако вместо этого он был передан Королевским ВВС Великобритании, где к июлю 1945 года получил бортовой номер KP-266. В военно-воздушных силах самолёт эксплуатировался до начала 1952 года, а его налёт составил 954 часа 15 минут, когда в апреле его приобрела Eagle Aviation Ltd, при этом, в связи с перерегистрацией, бортовой номер сменился на G-AMSO. В октябре того же года (1952) «Дуглас» продали восточноафриканской авиакомпании East African Airways, а бортовой номер сменился на VP-KKH. Далее в Великобритании самолёт прошёл капитальный ремонт, после чего был направлен в Найроби (Британская Кения), где 15 ноября был зарегистрирован, а 17 декабря получил сертификат лётной годности.
Борт VP-KKH имел два поршневых двигателя Pratt & Whitney Twin Wasp R-1830-90D, мощностью по 1200 л.с. каждый, оснащённых трёхлопастными воздушными винтами фирмы Hamilton Division модель 23-50-473. Общий налёт лайнера составлял 7200 часов, в том числе 1940 часов 20 минут от последнего капитального ремонта.

## Экипаж
- Командир воздушного судна (КВС) — 31-летний Джек Невилл Квирк (англ. Jack Neville Quirk). Родился 6 декабря 1923 года в Южной Африке, проходил службу в южно-африканских ВВС до января 1946 года, имея к тому времени налёт 527 часов. В мае 1948 года поступил в Королевские ВВС Великобритании, где получил обучение на пилота «Дакоты» (DC-3/C-47). В октябре 1949 года был направлен в транспортную эскадрилью снабжения в Малайе, а в июле 1952 года был переведён в другую эскадрилью; в период службы в Малайе выполнял полёты только на Дакоте, пока в январе 1952 года не уволился из британских ВВС, имея к тому времени общий налёт 1898 часов. После переподготовки в авиашколе, в ноябре 1952 года устроился в авиакомпанию Africair, базирующуюся в Франсистауне (Бечуаналенд), а в декабре 1954 года, имея к тому времени налёт 4249 часов, перешёл в авиакомпанию East African Airways, в которой начал летать на пассажирских маршрутах сперва в качестве стажёра, а с февраля 1955 года — в должности командира. На момент происшествия Джек Квирк имел общий налёт 4539 часов, в том числе 3470,7 часов на «Дакоте» (1031,55 часа в должности второго пилота и 2439,15 часа в должности командира)[6]. По прямому маршруту Дар-эс-Салам—Найроби летал 11 раз[7].
- Второй пилот — 24-летний Майкл Кэрнкросс (англ. Michael Cairncross). Родился 20 ноября 1930 года в Южной Африке, в январе 1952 года поступил в южно-африканские ВВС, где сперва летал на Tiger Moth, но позже был переобучен на «Спитфайр»; после обучения был направлен в Корею, где пилотировал «Мустанги». После стажировки в Корее вернулся в Южную Африку, где получил обучение на пилота «Дакоты» (DC-3/C-47), на котором в дальнейшем и выполнял полёты вплоть до увольнения с военной службы в мае 1954 года, имея к тому времени налёт 940 часов (из них 328 часов на «Дакоте»). В мае 1954 года устроился в East African Airways на должность второго пилота. На момент происшествия Майкл Кэрнкросс имел общий налёт 1695 часов, в том числе 1161,35 час на «Дакоте» (1042,15 часа в должности второго пилота и 119,20 часа в должности командира). По прямому маршруту Дар-эс-Салам—Найроби летал 26 раз[7].
- Бортрадист — 33-летний Артур Перси Грегори (англ. Arthur Percy Gregory). Родился 24 апреля 1922 года в Великобритании, с 1941 по 1946 год проходил службу в Королевских ВВС Великобритании в качестве оператора беспроводной связи, а с 1946 по 1949 год работал в British South Air Airways в должности бортрадиста. Некоторое время занимался торговлей радиоприёмников, пока в марте 1955 года не устроился в East African Airways на должность бортрадиста. На момент происшествия Артур Грегори имел общий налёт 3964,47 часа на различных типах самолётов. По прямому маршруту Дар-эс-Салам—Найроби летал 23 раза[7][8].
- Бортпроводник — Х. В. Монаган (англ. H. W. Monaghan)[8].

## Катастрофа
Утром 18 мая борт VP-KKH выполняя пассажирский рейс вылетел из Лумбо, где он ночью проходил периодическую проверку, и вскоре благополучно приземлился в Дурбане. По имеющимся данным, самолёт был технически исправен. Далее ему предстояло совершить пассажирский рейс EC-104 в Найроби с промежуточной посадкой в Дар-эс-Саламе. Первый этап прошёл без отклонений, а в 10:39 с 16 пассажирами и 4 членами экипажа на борту рейс 104 взлетел с полосы 23 и выполнив правый разворот, направился в Найроби. По расчётам, полёт должен был проходить на высоте 10 500 футов (3200 м) и с истинной путевой скоростью 150 узлов, а продолжительность составить 2 часа 35 минут, то есть расчётное время посадки в Найроби — 13:14. По документам было указано, что топлива на борту хватит на 5 часов 14 минут полёта, но по факту его запас составлял 600 галлонов, что должно было хватить на 8 часов. Навигация на маршруте осуществлялась с помощью радиокомпаса.
Маршрут полёта при этом пересекал Восточный рифт, а из-за особенностей рельефа на высотах от 12 000 футов (3700 м) до 15 000 футов (4600 м) имелись высотные восточные и северо-восточные ветры со скоростью 5—12 узлов; также была отмечена высокая влажность воздуха на высотах ниже 12 000 футов. Вдоль маршрута с утра стояла кучевая облачность с отдельными просветами и нижней границей 2000—3000 футов (600—900 метров); верхнюю границу этой облачности определить не удалось, но вероятно, что толщина слоя также составляла 2000—3000 футов, хотя некоторые пилоты позже рассказывали о кучевых облаках с вершинами около 9000 футов (2700 м). К 11 часам начались проливные дожди, при этом облачность стала постепенно разрушаться. Тем не менее, по сообщениям очевидцев, горные вершины, включая массив Килиманджаро, а также район до 10 миль от них, оставались полностью закрыты облаками на протяжении всего дня. Перед вылетом экипаж получил информацию с прогнозом погоды на маршруте, который оказался достаточно точным. На основании имеющейся информации, пилоты приняли решение выполнять полёт по прямой, при этом уже в ходе полёта обогнув расположенный на маршруте вулкан Килиманджаро.
После вылета экипаж сперва держал связь с диспетчером подхода Дар-эс-Салама, но в 10:52, после прохождения высоты 5000 футов (1500 м), запросил и получил разрешение переходить на связь с диспетчерским центром в аэропорту Истли (Найроби). В 10:55 экипаж установил связь с диспетчером в Найроби и доложил о подъёме до высоты 10 500 футов в условиях полёта по приборам, а расчётное время посадки — 13:20. Далее была запрошена информация о погоде в аэропорту назначения, что было сообщено в 11:08. В 11:25 экипаж доложил о прохождении Корогве на высоте 10 500 футов (3200 м), добавив, что полёт проходит на уровне отдельных вершин облачности. В 11:56 было сообщено о пролёте озера Джипе на той же высоте, при этом экипаж уточнил, что выполняет визуальный полёт. При этом, по сообщениям от других экипажей, далее впереди на маршруте находилась большое кучевое облако, высота отдельных вершин которого постепенно увеличивалась с 12 до 16 тысяч футов (с 3,6 до 4,8 км) в районе гор.
По свидетельству одного из африканцев, в это время он услышал над собой самолёт, но из-за сплошной облачности не смог его разглядеть. При этом он оценил высоту полёта на слух не более 6000 футов (1800 м), но по мнению следователей, это может быть объяснимо тем, что пилоты перевели двигатели на полную мощность, для быстрого набора высоты, из-за чего последние стали издавать гораздо более высокий шум.
Когда с последнего сообщения от рейса 104 прошло более часа, в 13:00 диспетчер стал предпринимать попытки вызвать экипаж, но они оказались безуспешными. Когда самолёт так и не прибыл в Найроби, в 13:35 была объявлена чрезвычайная ситуация и начались поисковые работы. Через 4 дня, 22 мая в 04:15 на юго-восточном склоне пика Мавензи, который находится в восточной части вулкана Килиманджаро, были замечены обломки, в которых опознали пропавший самолёт. Утром 25 мая к обломкам добралась группа по расследованию авиационных происшествий, которая определила, что в 12:25 следующий по курсу 335—345° на высоте примерно 15 200 футов (4630 м) над уровнем моря и на удалении 7 морских миль (13 км) в стороне от прямой трассы самолёт в лётной конфигурации врезался в горный склон и взорвался, после чего обломки скатились вниз по склону (некоторые нашли на 1500 футов (460 м) ниже точки удара). Все 20 человек на борту погибли.

## Расследование
Изучив историю полёта, следователей привлёк следующий момент: командир Квирк знал, что продолжительность полёта составит 2 часа 35 минут, но при этом указал время посадки на 5 минут позже, хотя знал о наличии попутного ветра, который, наоборот, должен был сократить время полёта. Вероятно, он намеревался удлинить маршрут полёта для обхода Килиманджаро, но спустя некоторое время было сообщено о пролёте Корогве, тогда как этот город фактически находится на прямой линии Дар-эс-Салам—Найроби; таким образом, командир принял решение продолжать полёт по прямой, намереваясь заранее разглядеть опасный вулкан и обогнуть его. Далее полёт проходил параллельно хребтам Усамбара и Паре, в районе которых стояла сплошная облачность с вершинами 14—15 тысяч футов (4,2—4,6 км); об облачности сообщил и сам экипаж, когда доложил, что следует на высоте 10 500 футов, при этом иногда полёт проходит в облачных вершинах. В 11:56 было доложено о пролёте озера Джипе; вероятно, экипаж ещё не волновался, что следует прямым курсом на Килиманджаро, считая, что сможет заранее опознать его по скоплению облачности. В то же время есть вероятность, что на самом деле за Джипе экипаж принял одно из солёных озёр у реки Пангани, но подтвердить или опровергнуть эту теорию следователи не смогли. Также велика вероятность, что после сообщения о пролёте Джипе экипаж стал набирать высоту, поднявшись до 14 500 футов (4400 м), чтобы оказаться выше облаков, после чего некоторое время следовал на этой высоте в условиях разрежённого воздуха, что могло повлиять на сознание пилотов и их реакцию, хотя это влияние и было признано незначительным.

## Причина
Виновником катастрофы был назван командир экипажа, который пренебрёг опасностью, когда принял решение следовать по прямому маршруту, зная о сложной метеообстановке в районе Килиманджаро. Во многом такому решению могло поспособствовать такое обстоятельство, что альтернативный маршрут полёта был относительно новым и не до конца освоен пилотами, поэтому последние старались его избегать. В результате чего из-за сплошной высокой облачности экипаж не успел своевременно заметить гору и уклониться от неё.

### Комментарии
1. На фото самолёт в ливрее 1965 года, после образования независимых Кении, Танзании и Уганды
2. ↑  На фото самолёт в ливрее 1965 года, после образования независимых Кении, Танзании и Уганды
3. ↑  Здесь и далее по умолчанию указано среднее время по Гринвичу (GMT)